# Скопско научно дружество
Скопско научно дружество (на сръбски: Скопско Научно Друштво) е научна организация в град Скопие, Кралство Югославия, съществувала от 1921 до 1941 година. Дружеството има за цел налагане на сърбизма в Македония.

## История
Основен инициатор и двигател на създаването на дружеството е професорът в Белградския университет Тихомир Джорджевич. Дружеството е основано на 9/25 март 1921 година на сесия на Съвета на Философския факултет в Скопие и за негов пръв председтел е избран Тихомир Остоич, първият декан на Философския факултет в Скопие, основан от Белградския университет в 1920 година. След смъртта на Остоич през октомври 1921 година, за председател на Дружеството е избран Радослав Груич - също декан на Философския факултет в Скопие.
Дружеството е регистрирано през април 1925 година. Развива широка научна и културно-просветна дейност, целяща да докаже, че славянското население на областта Македония е със сръбски произход, езикът му е със сръбски харектер и историята и фолклорът са сръбски. Дружеството издава списанието „Гласник на Скопското научно дружество“.
Закрито е с разгрома на Югославия в 1941 година.